# シミユ州
シミユ州（シミユしゅう、英語: Simiyu Region、スワヒリ語: Mkoa wa Simiyu）は、タンザニア北部の州である。州都はバリアディである。2012年3月にシニャンガ州から分離した。

## 隣接州
- ムワンザ州
- マラ州
- アルーシャ州
- シンギダ州
- シニャンガ州

## 下位行政区画
- Bariadi District
- Busega District
- Itilima District
- Maswa District
- Meatu District